# Крекінг-установка у Теляжені
Крекінг-установка у Теляжені — нафтохімічне виробництво в Румунії, під час введення якого в експлуатацію відбулась важка аваря.
З 1904 року за кілька кілометрів від східної околиці Плоєшті діяв нафтопереробний завод, який у 1979-му найменували НПЗ Теляжен за назвою лівої притоки найближчої річки Прахової (з 1998-го підприємство належить Petrotel — дочірній компанії російського Лукойлу).
У 1983-му на майданчику заводу готувалась до введення споруджена за ліцензією західнонімецької компанії Lurgi установка парового крекінгу (піролізу) з річною потужністю по етилену 200 тисяч тонн. Відкриття виробництва планувалось на 7 грудня, одразу після дня Святого Миколая, котрий полюбляв відзначати тодішній комуністичний диктатор Ніколае Чаушеску. Проте в ніч з 6-го на 7-ме на установці під час тестових випробувань стався потужний вибух, що викликав сильну пожежу та призвів до загибелі 27 осіб. Матеріальні збитки від аварії становили 35 млн доларів США.
Причиною інциденту став конструкційний прорахунок, внаслідок якого були близько зведені два трубопроводи, котрі транспортували розігріту та охолоджену речовину.
Можливо відзначити, що невдовзі, у 1985-му, на цьому ж нафтопереробному заводі стався новий вибух з численними жертвами — 29 осіб. Цього разу аварія була пов'язана з установкою деасфальтизації.